# Lola Albright
Pour les articles homonymes, voir Albright.
Lola Albright, née le 20 juillet 1924 à Akron dans l'Ohio et morte le 23 mars 2017 à Toluca Lake (Los Angeles) en Californie, est une actrice et chanteuse américaine. Elle est principalement connue pour son rôle dans la série télévisée Peter Gunn.

## Biographie

### Jeunesse
Lola Albright naît dans l'Ohio. Ses parents, John Paul et Marion (née Harvey) Albright, étaient tous les deux chanteurs de musique gospel. 
Après un court passage à Cleveland l'année de ses 18 ans où elle exerce le métier de sténographe, elle déménage pour Chicago où elle devint modèle. Repérée par un dénicheur de talent, elle part pour Hollywood à l'âge de 23 ans.

### Carrière
Lola Albright débute au cinéma dans un petit rôle de chanteuse dans la comédie musicale La Danse Inachevée (The Unfinished Dance) en 1947. Elle apparaît ensuite dans deux films avec Judy Garland, Le Pirate et Parade de printemps. Au cours des années suivantes, elle joue les seconds rôles dans une vingtaine de films.
En 1958, elle est choisie pour interpréter Edie Hart dans la série télévisée Peter Gunn, produite par Blake Edwards, dans laquelle elle campe une chanteuse de nightclub, petite amie du détective privé joué par Craig Stevens. 

### Vie privée et mort
Lola Albright se maria et divorça trois fois : avec Warren Dean, animateur-radio (1944-1949), avec Jack Carson, acteur (1951-1958) et avec Bill Chadney (1961-1974).
Après sa retraite, elle s'installe à Los Angeles, dans le quartier de Toluca Lake. Elle y meurt le 23 mars 2017 à l'âge de 92 ans.

## Filmographie

### Cinéma
- 1948 : Le Pirate (The Pirate) de Vincente Minnelli : l'amie de Manuela
- 1948 : Parade de printemps (Easter Parade) de Charles Walters : Mannequin
- 1948 : La Belle imprudente (Julia Misbehaves) de Jack Conway : Mannequin
- 1949 : Le Champion (Champion) de Mark Robson : Palmer Harris
- 1949 : Tulsa de Stuart Heisler : Candy Williams
- 1949 : Vénus devant ses juges (The Girl from Jones Beach) de Peter Godfrey : Vickie
- 1949 : Bodyhold : Mary Simmons
- 1950 : Le Marchand de bonne humeur (The Good Humor Man) de Lloyd Bacon : Margie Bellew
- 1950 : Beauty on Parade : Kay Woodstock
- 1950 : When You're Smiling : Peggy Martin
- 1950 : The Killer That Stalked New York d'Earl McEvoy : Francie Bennet
- 1951 : Sierra Passage : Ann Walker
- 1952 : Arctic Flight : Martha
- 1953 : Le Fouet d'argent (The Silver Whip) de Harmon Jones : Waco, une fille au Red Rock Saloon
- 1955 : Le Trésor des collines rouges (Treasure of Ruby Hills) de Frank McDonald : May
- 1955 : Le Brave et la Belle (The Magnificent Matador) de Budd Boetticher : Mona Wilton
- 1955 : Le Tendre Piège (The Tender Trap) de Charles Walters : Poppy
- 1957 : L'Indien blanc (Pawnee) de George Waggner : Meg Alden
- 1957 : Oregon Passage : Sylvia Dane
- 1957 : La Cité pétrifiée (The Monolith Monsters) de John Sherwood : Cathy Barrett
- 1958 : Seven Guns to Mesa : Julie Westcott
- 1961 : Un vent froid en été (en) (A Cold Wind in August) d'Alexander Singer : Iris Hartford
- 1962 : Un direct au cœur (Kid Galahad) de Phil Karlson : Dolly Fletcher
- 1964 : Les Félins de René Clément : Barbara
- 1966 : Lord Love a Duck : Marie Greene
- 1967 : La Route de l'Ouest (The Way West) d'Andrew V. McLaglen : Rebecca 'Becky' Evans
- 1968 : Que faisiez-vous quand les lumières se sont éteintes ? (Where Were You When the Lights Went Out ?), de Hy Averback : Roberta Lane
- 1968 : Les Années fantastiques (The Impossible Years) de Michael Gordon : Alice Kingsley
- 1968 : The Money Jungle (en) : Peggy Lido

### Télévision
- 1958 : Peter Gunn (série télévisée) : Edie Hart
- 1964 : Peyton Place (série télévisée) : Constance MacKenzie (1965) (temporary replacement)
- 1965 : Bonanza (saison 6, épisode 21 « Adam et son double/The search ») : Ann
- 1967 : How I Spent My Summer Vacation : Mrs. Pine
- 1967 : Ready and Willing : Wilma O'Brien
- 1973 : Kojak (série télévisée, saison 1, épisode 7 « The Corrupter ») : Celia Marie Lamb
- 1975 : Starsky et Hutch (saison 1, épisode 23 « La prime du chasseur ») : Lola Turkel
- 1975 : The Nurse Killer : Hannah
- 1976 : Columbo : Deux en un (épisode « Fade in to Murder ») : Claire Daley
- 1977 : Delta County, U.S.A. : Dossie Wilson
- 1977 : Terraces : Dorothea Cabe

## Distinctions

### Récompense
- 1966 : Ours d'argent de la meilleure actrice au festival de Berlin pour Lord Love a Duck.

### Nomination
- 1959 : nomination à l'Emmy Award du meilleur second rôle féminin dans une série dramatique pour Peter Gunn, (NBC)